# Котто, Абнер
Абнер Котто (англ. Abner Cotto, 10 августа 1987, Кагуас, Пуэрто-Рико) — пуэрто-риканский боксер-профессионал, выступавший в первой полусредней весовой категории. Серебряный призёр Панамериканских игр (2007) в любителях.
Двоюродный брат известного боксёра, Мигеля Котто.

## Любительская карьера
В начале 2005 года Котто выиграл любительский чемпионат страны в полулёгком дивизионе. Следовательно, боксёр был включен в команду, которая принимала участие в международном турнире, который проходил в Доминиканской Республике. В этом же году занял бронзовую медаль на юношеском чемпионате панамериканских игр. Свёл вничью поединок с Джелькиром Кедафи.
В марте 2007 года Абнер Котто завоевал серебряную медаль на Панамериканских играх в Рио-де-Жанейро.
Котто затем участвовал в чемпионате мира 2007 года, но проиграл в первом бою украинскому боксёру, Василию Ломаченко (26:9).
Проиграл решающий квалификационный поединок за путёвку на Олимпийские игры, бразильцу Робсону Консейсао.
На любительском ринге провёл 255 поединков. 235 побед и 20 поражений.

## Профессиональная карьера
Абнер Котто дебютировал на профессиональном ринге в апреле 2009 года во второй полулёгкой весовой категории. Через два боя перешёл в лёгкий вес.
27 сентября 2011 года победил соотечественника Фернандо Торреса, и завоевал титул чемпиона Пуэрто-Рико в лёгком весе.
В 2012 году завоевал латиноамериканский титул по версии WBC.
20 апреля 2013 года в бою за вакантный титул чемпиона Северной Америки по версии NABA проиграл нокаутом в первом раунде мексиканскому боксёру Омару Фигероа.
21 сентября 2013 года в рейтинговом поединке нокаутировал в четвёртом раунде мексиканца, Даниэля Руиса.